# جوهان روجاس
جوهان روجاس (بالإسبانية: Jhoan Rojas)‏ هو لاعب كرة قدم كولومبي، ولد في 13 فبراير 1992. لعب مع Ayia Napa FC ‏.